# Андрушівка (Кременецький район)
Андруші́вка — село в Україні, у Шумській міській громаді Кременецького району Тернопільської області.  Входить до складу Шумської ОТГ.
Біля Андрушівки є два хутори — Пасіки та Полянки. Розташоване на річці Кутянка, на північному сході району. Населення — 292 осіб (2016).

## Населення

### Мова
Розподіл населення за рідною мовою за даними перепису 2001 року:
| Мова       | Кількість | Відсоток |
| ---------- | --------- | -------- |
| українська | 408       | 99.76%   |
| російська  | 1         | 0.24%    |
| Усього     | 409       | 100%     |

## Історія
Відоме з 1545 року як Андрусівка. Назва походить від імені Андрух (Андрусь), Андрій. Колись власність князів Острозьких, від них перейшло до Альоїзи Ходкевичевої.
1650 належало до Острозької єзуїтської колегії. У 1895 році було споруджено церкву святого Миколая, яка досі  є святинею села.  В кінці ХІХ століття було 19 домів, проживало 565 осіб.
У 1935 році було побудовано Дім молитви Християн Віри Євангельської.
На 1936 рік село входило до ґміни Шумськ Кременецького повіту.
Влітку 1943 року поблизу Андрушівки відбувся переможний бій куреня УПА з підрозділом Армії Крайової.  У національно-визвольній боротьбі ОУН і УПА брали участь понад 40 мешканців села. Репресовано 15 сільських родин. З мобілізованих на фронти Другої світової війни 32 жителів загинуло 17 чоловіків, 7 пропало безвісти.
10 лютого 1945 року в с. Андрушівка вбито родину Герасимчуків, по радянським документам - ніби-то націоналістичними формуваннями.
У 1949 року примусово створено колгосп. Від 1950-х рр. Андрушівка була центральною садибою колективного господарства; від 1990-х діяло ПАП «Каменяр».
Житель села Г. Ковальчук — отримав звання один з "праведників народів світу"
12 червня 2020 року, відповідно до розпорядження Кабінету Міністрів України № 724-р «Про визначення адміністративних центрів та затвердження територій територіальних громад Тернопільської області» увійшло до складу Шумської міської громади.
19 липня 2020 року, в результаті адміністративно-територіальної реформи та ліквідації Шумського району, село увійшло до складу Кременецького району.

## Пам'ятки
Є церква святого Миколая (1895; дерев'яна), Дім молитви ХВЄ (1935; дерев'яний).

## Пам'ятники
Споруджено три «фігури», пам'ятник полеглим у німецько-радянській війні воїнам-односельцям (1987), бюст І. Альошину (1988).

## Соціальна сфера
Діють загальноосвітня школа І ступеня, бібліотека, 2 магазини. Жителі села облаштували дитячий майданчик.

## Посилання

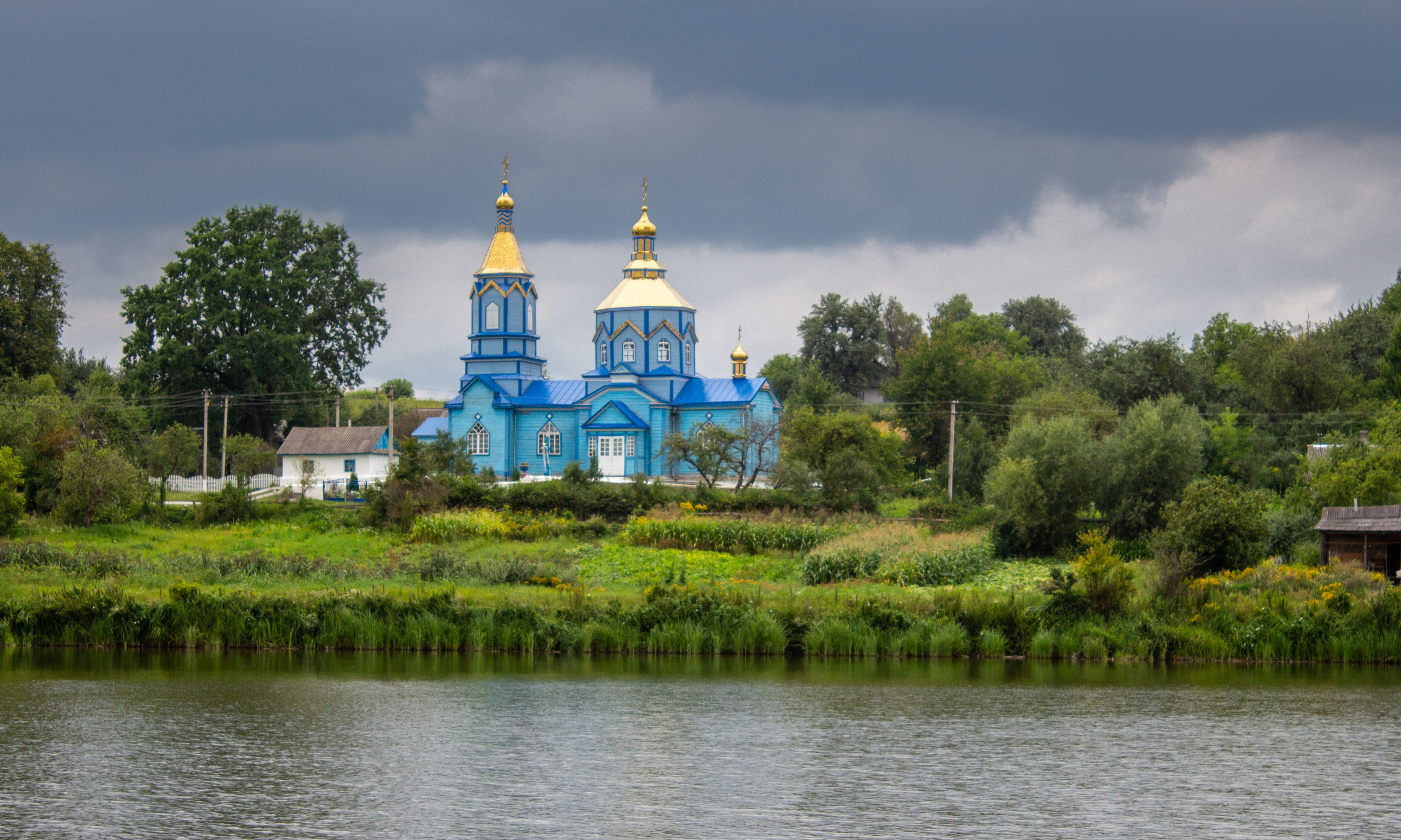
Церква Св. Миколая, Андрушівка,

## Галерея

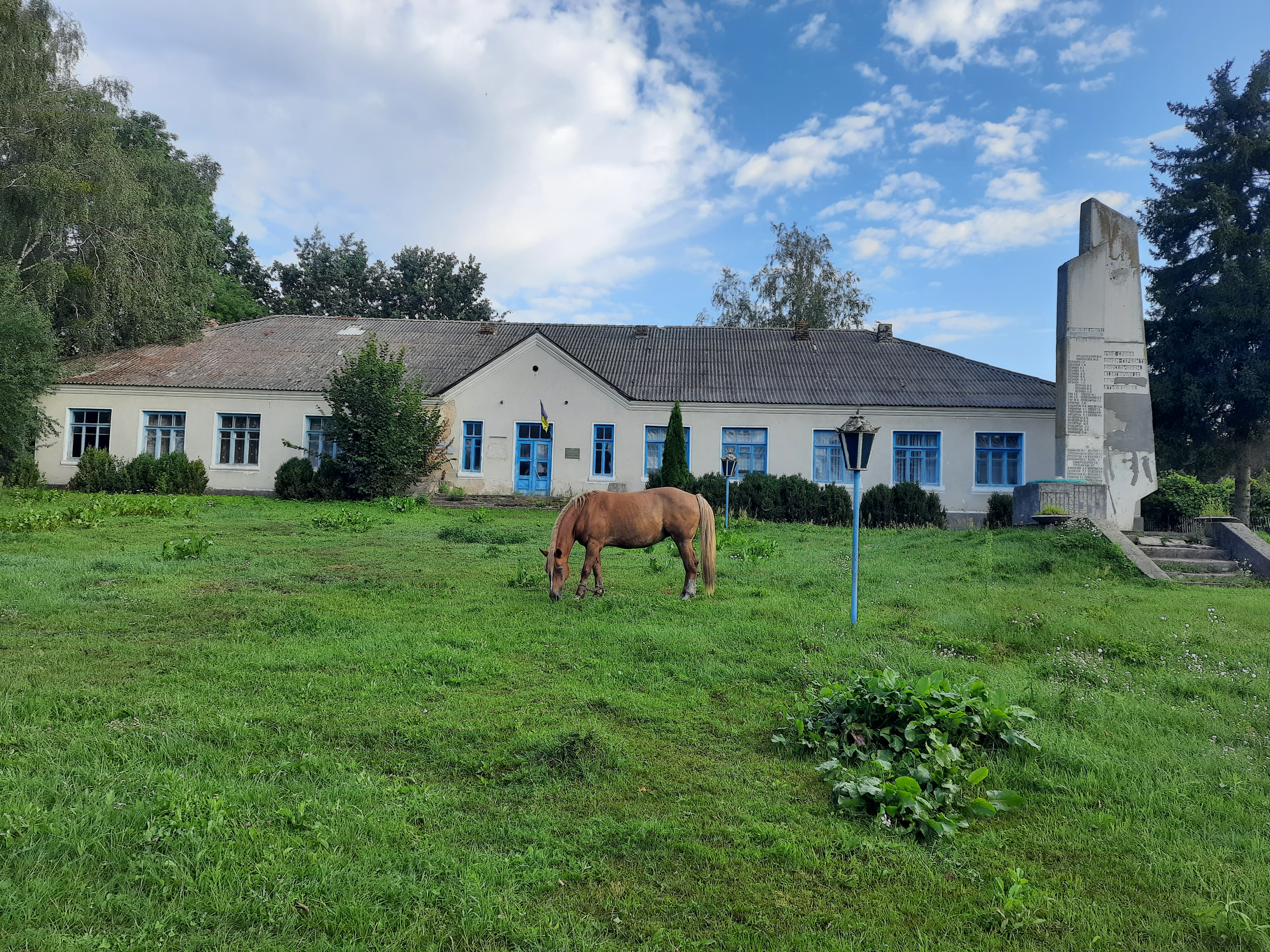
В центрі села
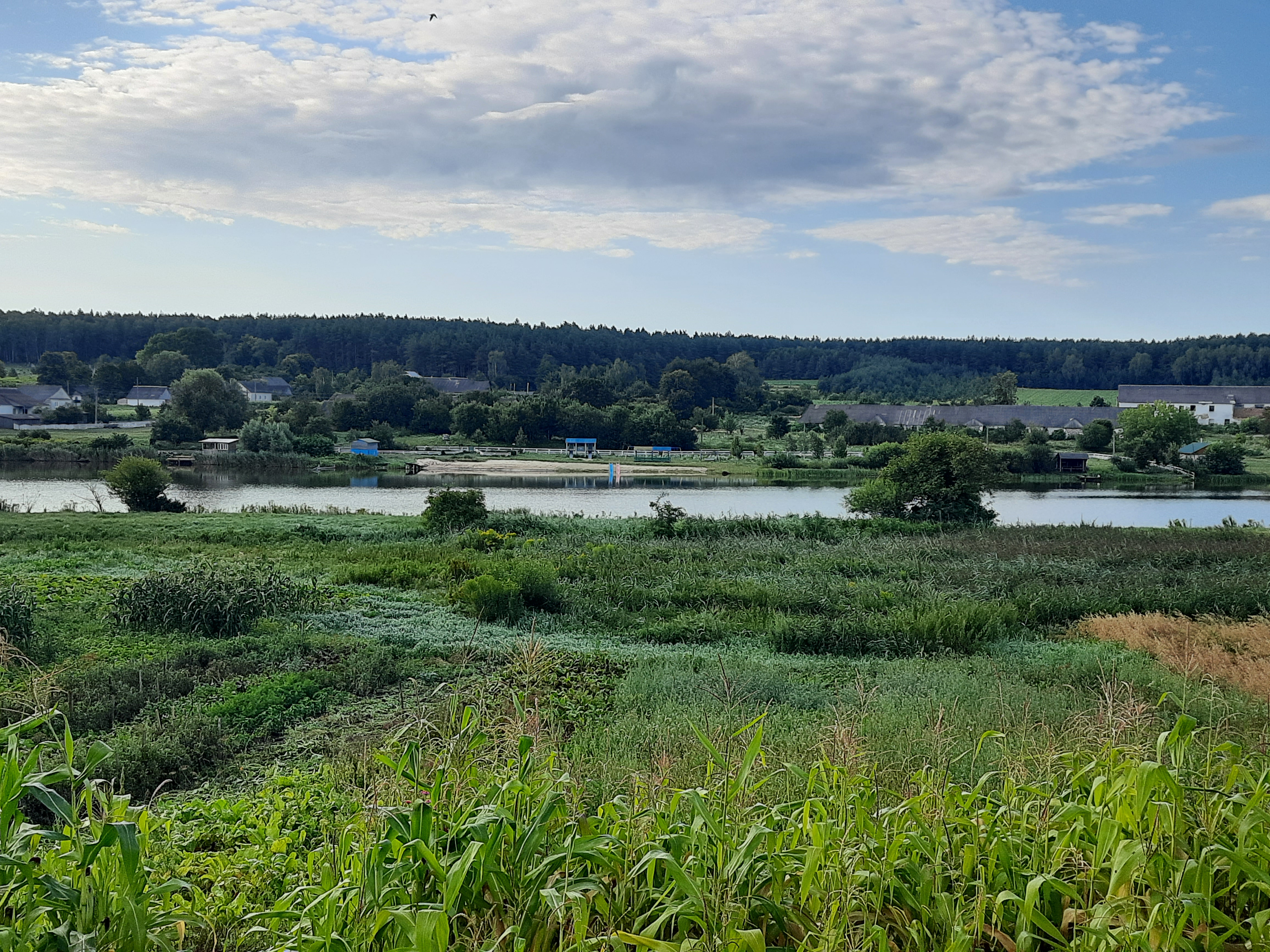
Сільський краєвид
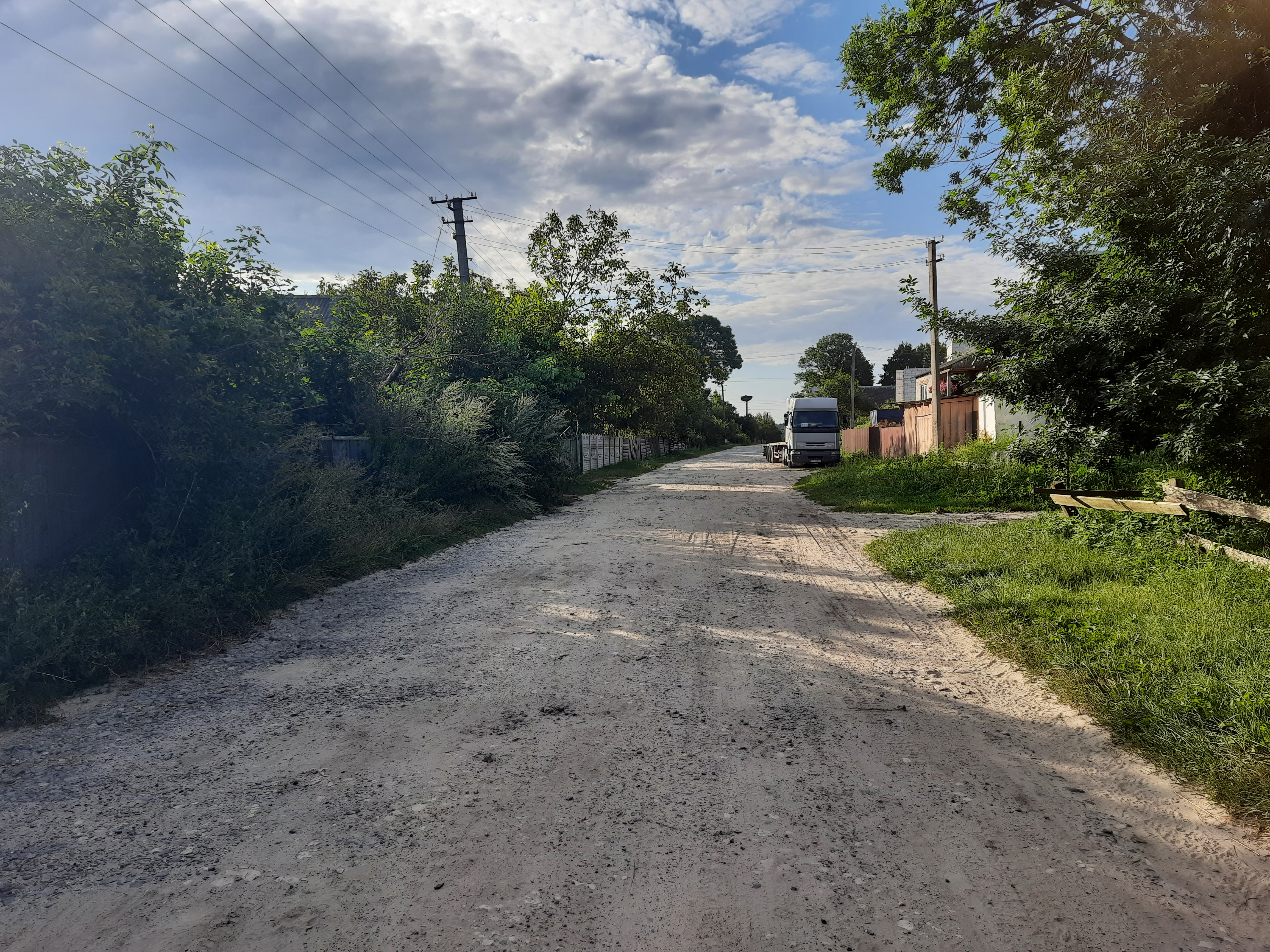
Сільська вулиця
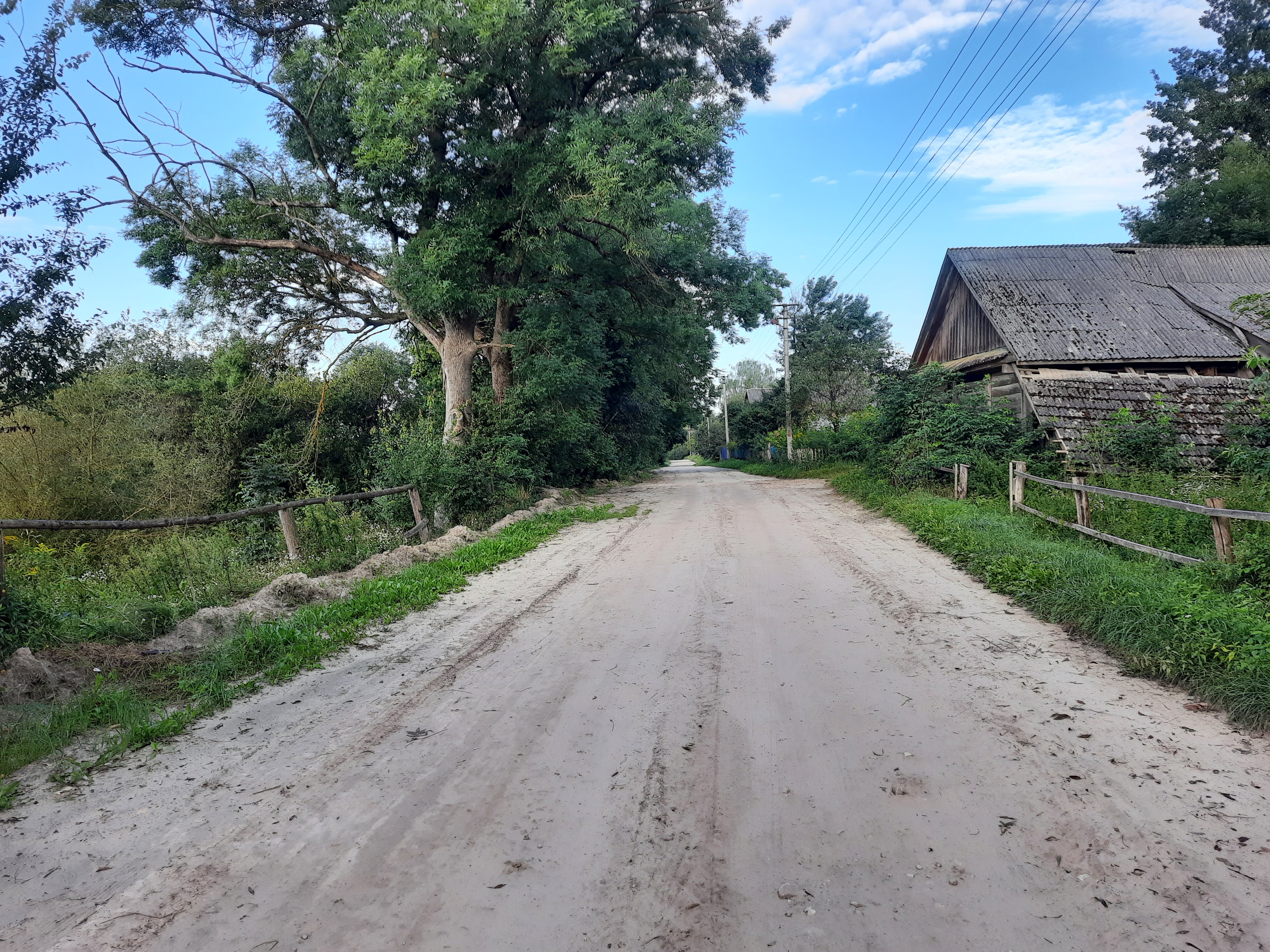
Сільська вулиця
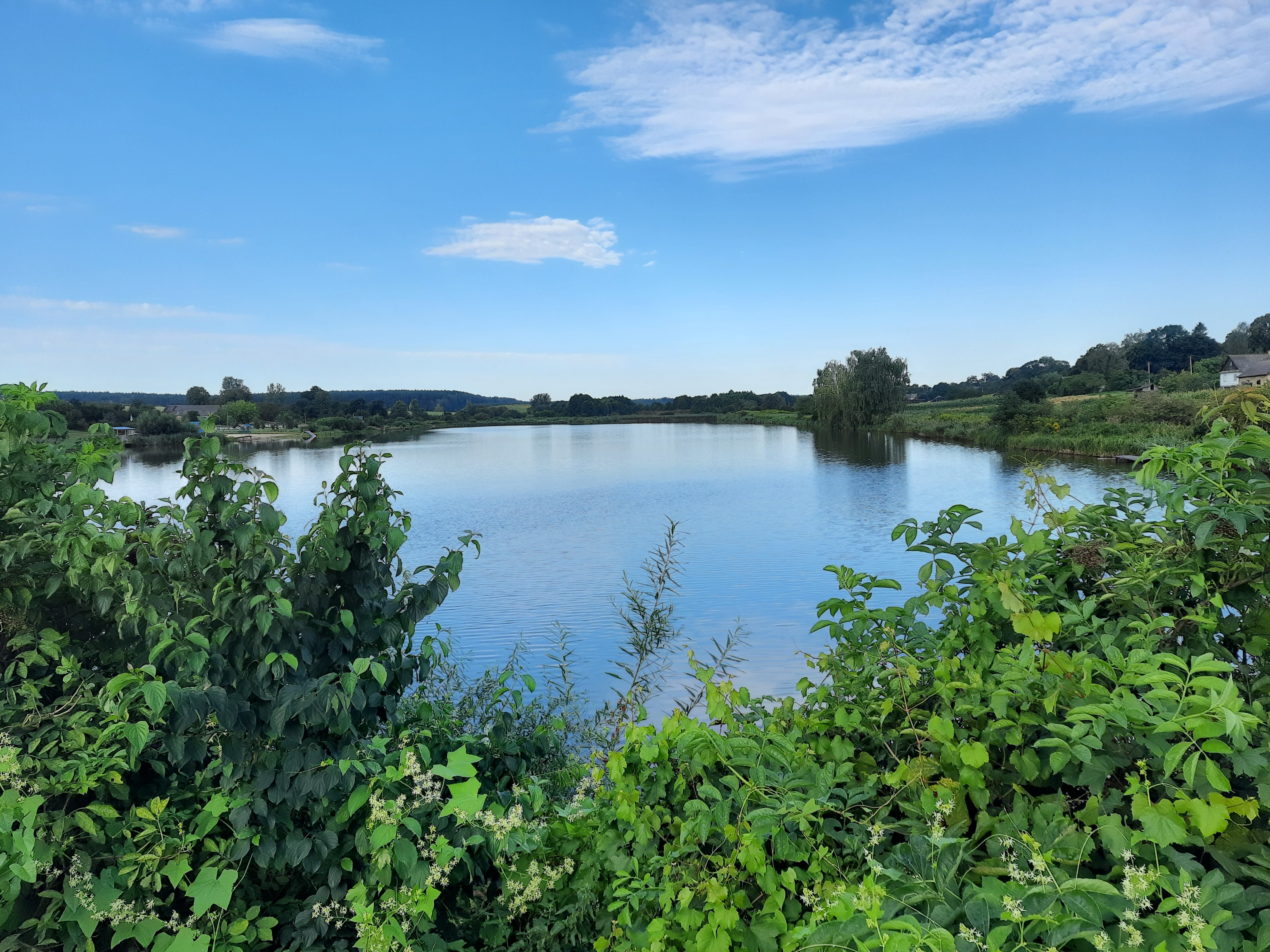
Став біля села